# Meiktila District
Meiktila District är ett distrikt i Myanmar.   Det ligger i regionen Mandalayregionen, i den centrala delen av landet, 140 km norr om huvudstaden Naypyidaw.